# Giuseppe Andreoli (patriota)
Giuseppe Andreoli (San Possidonio, 6 gennaio 1789 – Rubiera, 17 ottobre 1822) è stato un presbitero e patriota italiano.

## Biografia
Nacque a San Possidonio, nel modenese, il 6 gennaio 1789, da Luigi e Antonia Soresina Jugali. Già adolescente avrebbe manifestato al parroco del paese il desiderio di diventare sacerdote, ma per la situazione economica e l'avversione paterna intraprese studi tecnici, diventando agrimensore nel 1813 all'Università di Bologna, grazie anche all'aiuto economico di possidenti del luogo, la famiglia dei marchesi Taccoli.
La vocazione religiosa però non fu sopita, e come già lo zio – Giovan Battista Andreoli, arciprete di San Martino in Rio, presso il quale trascorreva lunghi periodi – nel 1814 entrò in seminario a Reggio Emilia, dove coltivò i propri interessi letterari e dove venne ordinato sacerdote il 6 aprile 1817.
Rimasto a Reggio, nel 1819 ebbe l'incarico di istitutore in una nobile famiglia cittadina, precisamente divenne  «precettore di Rettorica» dei conti Domenico e Francesco Soliani Raschini. Già nel salotto dei Soliani, aperto a nuove idee e tendenze, avrebbe cominciato a sentire discorsi progressisti e democratici.
In un'altra famiglia reggiana, quella di Carlo e Giuseppe Fattori, sarebbe invece venuto in contatto vero e proprio con la Carboneria, alla quale si sarebbe poi affiliato nella primavera del 1820, intrattenendo rapporti con alcuni intellettuali e professionisti reggiani di idee liberali (i Grillenzoni, Leone Levi e Torreggiani, stando alle accuse). 
In quello stesso anno, Andreoli grazie ai Soliani ottenne la cattedra di grammatica e retorica nel Collegio di Correggio: era un'antica istituzione (fondata nel 1722 dai padri scolopi), riaperta dal Duca di Modena e Reggio solo l'anno precedente per accontentare sia la nobiltà locale sia la diocesi; infatti era anche seminario, e affidata a una congregazione di sacerdoti – detta degli Oblati – perciò assoggettata al vescovo.

## L'arresto

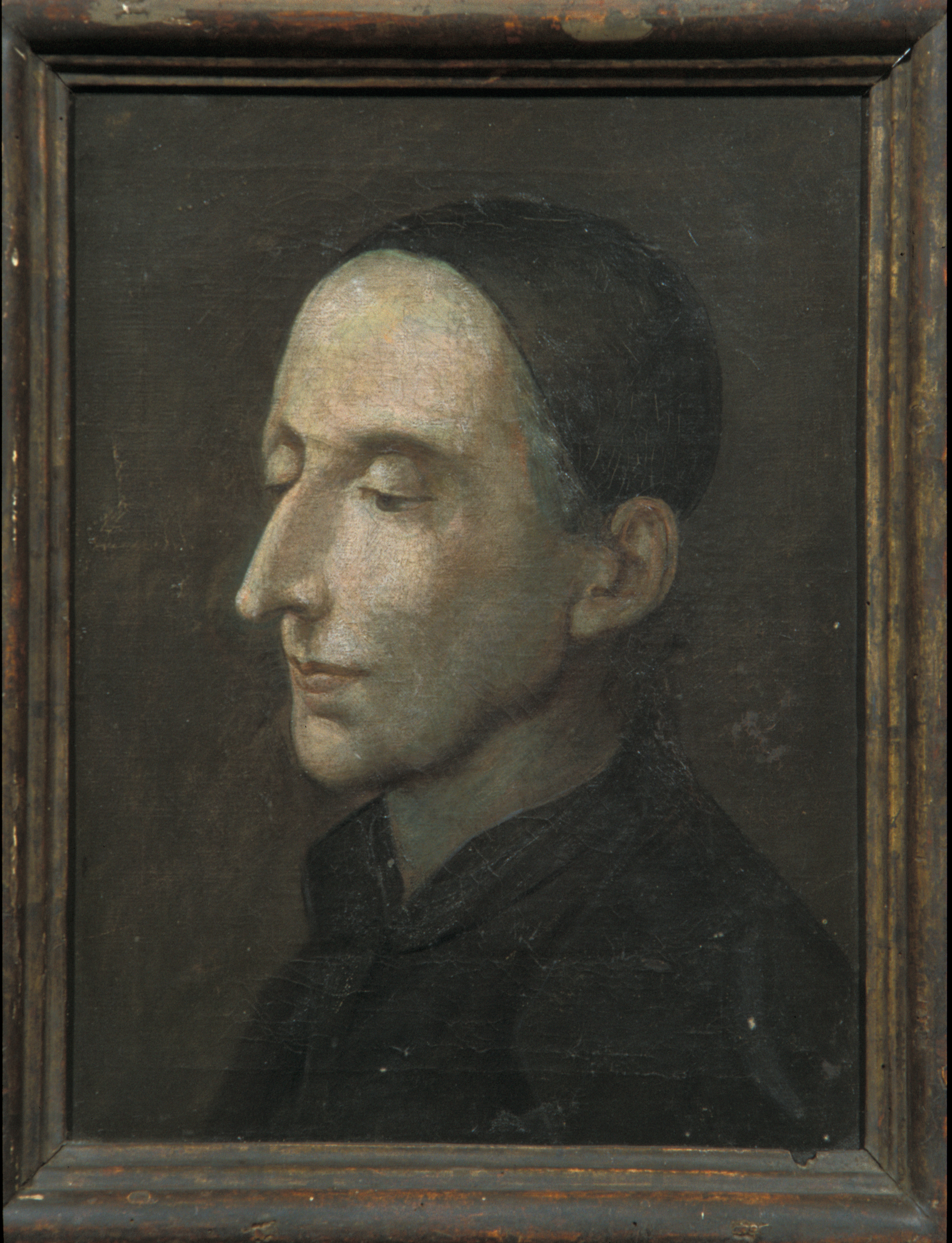
Artista emiliano, Ritratto di don Giuseppe Andreoli, Raccolte del Museo del Risorgimento di Modena

Secondo qualche fonte, il trasferimento di don Andreoli a Correggio, organizzato dai Soliani Raschini, doveva avere lo scopo di sottrarlo alle attenzioni della polizia e allontanarlo dagli ambienti carbonari di Reggio, cioè dal rischio di esser individuato e travolto dalla feroce repressione ducale.
Sta di fatto che il 26 febbraio 1822, il giovane sacerdote venne arrestato: prelevato nottetempo dalla polizia del Duca nella sua camera all'interno del seminario-collegio, dopo una sosta di qualche ora a Reggio venne trasferito a Modena la mattina del 27 per essere interrogato.
Va detto che sulla cattura esiste anche un'altra versione: sarebbe stato convocato a Modena con l'inganno, di giorno e accompagnato dall'ignaro vice-rettore, don Gaudenzio Vaccari, e solo a destinazione tratto in arresto, dopo esser stato pedinato mentre i due giunti da Correggio passeggiavano lungo le mura. 
In ogni caso, a contestargli le accuse fu il governatore Luigi Coccapani, marchese e “ministro di buon governo”, che poi lo affidò alle mani di Giulio Besini, famigerato capo della polizia (il quale nemmeno tre mesi dopo sarà pugnalato a morte per strada da un giovane patriota).
Andreoli fu interrogato nelle celle del palazzo comunale e qui detenuto fino a metà giugno, quando fu poi trasferito nel forte di Rubiera (detto il “Sasso”), dove aveva sede un Tribunale statario straordinario.

## Il processo «sommario»

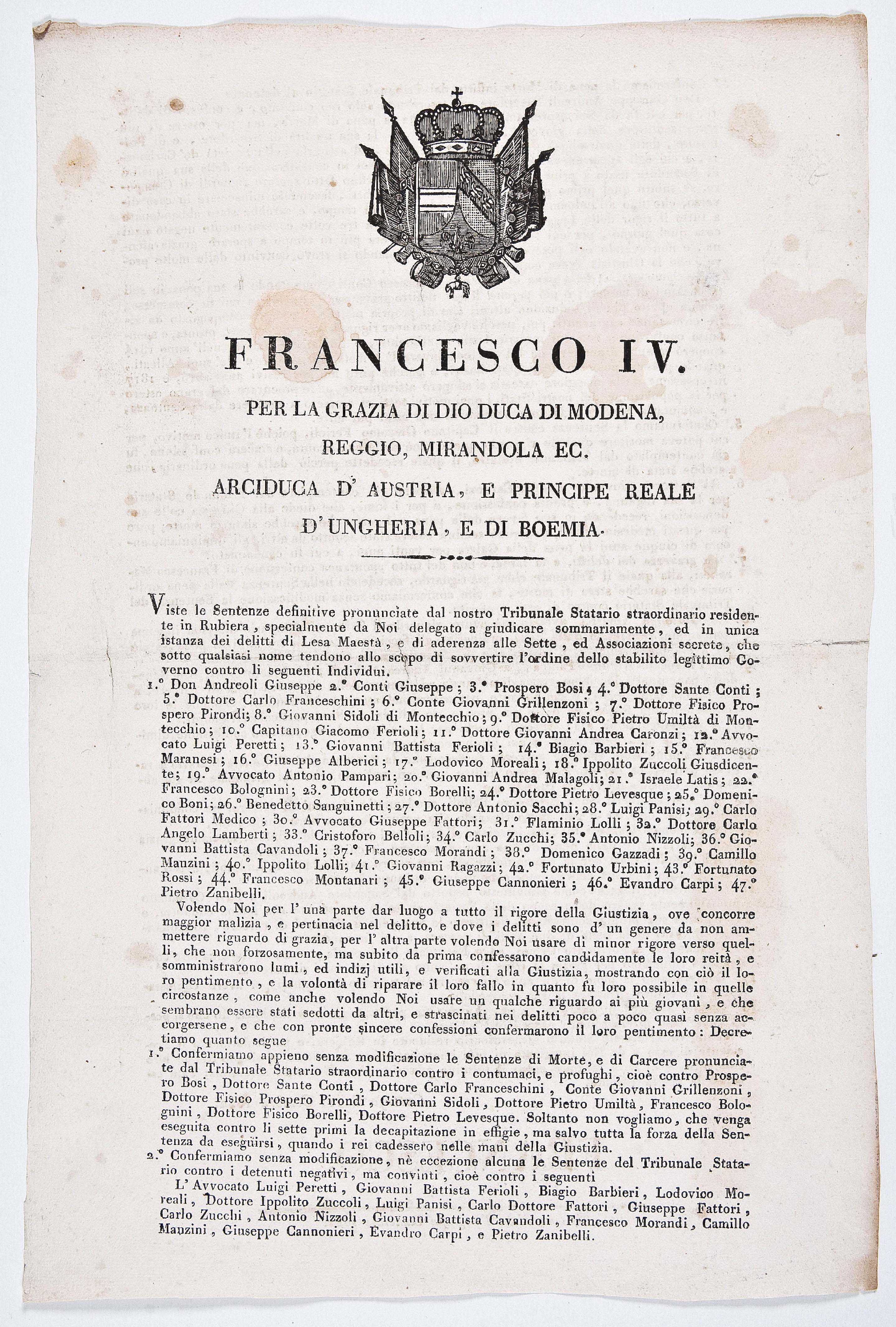
Sentenza del Tribunale Statario Straordinario residente in Rubiera per giudicare i rei di Lesa Maestà e di associazione alle sette proscritte (Museo del Tricolore, Reggio Emilia)

I tribunali statari straordinari erano corti speciali istituite nel marzo 1821 da Francesco IV d'Austria-Este per reprimere gli oppositori – in particolare per perseguire i “crimini” di lesa maestà e aderenza a sette e associazioni segrete; oltre al fatto di esser composti da persone nominate dal Duca in quanto sui fedelissimi, di eccezionale avevano anche le procedure: innanzitutto abolivano ogni «privilegio di Foro», che in questo caso significava sottrarre il sacerdote al tribunale ecclesiastico, poi - come si legge nella sentenza - dovevano «giudicare sommariamente, ed in unica istanza». Dunque giudizio sommario e inappellabile.
Prima, nel settembre 1820, il sovrano aveva decretato la decapitazione per gli appartenenti a società segrete, quindi questi tribunali speciali potevano mandare a morte i condannati.
Durante la detenzione, l'Andreoli avrebbe sopportato sofferenze e umiliazioni, resistendo alle lusinghe del governatore e alle minacce del capo della polizia. 
In particolare, negli interrogatori Andreoli avrebbe negato ogni addebito, ma si sarebbe confidato con un compagno di cella che in realtà era una spia. Questa l'unica “prova” in mano all'accusa.
Secondo gli storici, pertanto, è falso in fatto e in diritto definirlo «reo confesso e convinto» come fecero i giudici ducali per condurlo al patibolo. Gli atti dell'istruttoria, peraltro, furono presto distrutti dalle autorità estensi, quindi ogni ricostruzione si basa sull'oralità di testimoni più o meno diretti. 
È giunto invece fino ai nostri giorni il testo della condanna, precisamente il decreto con cui Francesco IV confermò le «sentenze definitive».
Con don Giuseppe Andreoli erano una sessantina i patrioti denunciati nella stessa inchiesta, oltre metà dei quali reggiani: diversi furono processati «contumaci o profughi», gli altri torturati e drogati per estorcere “confessioni” e nomi. La sentenza fu emessa l'11 settembre: 47 i condannati, dei quali dieci – compreso il prete – a morte, ma per tutti, tranne Andreoli, la pena fu commutata nell'ergastolo o graziata.

## L'esecuzione

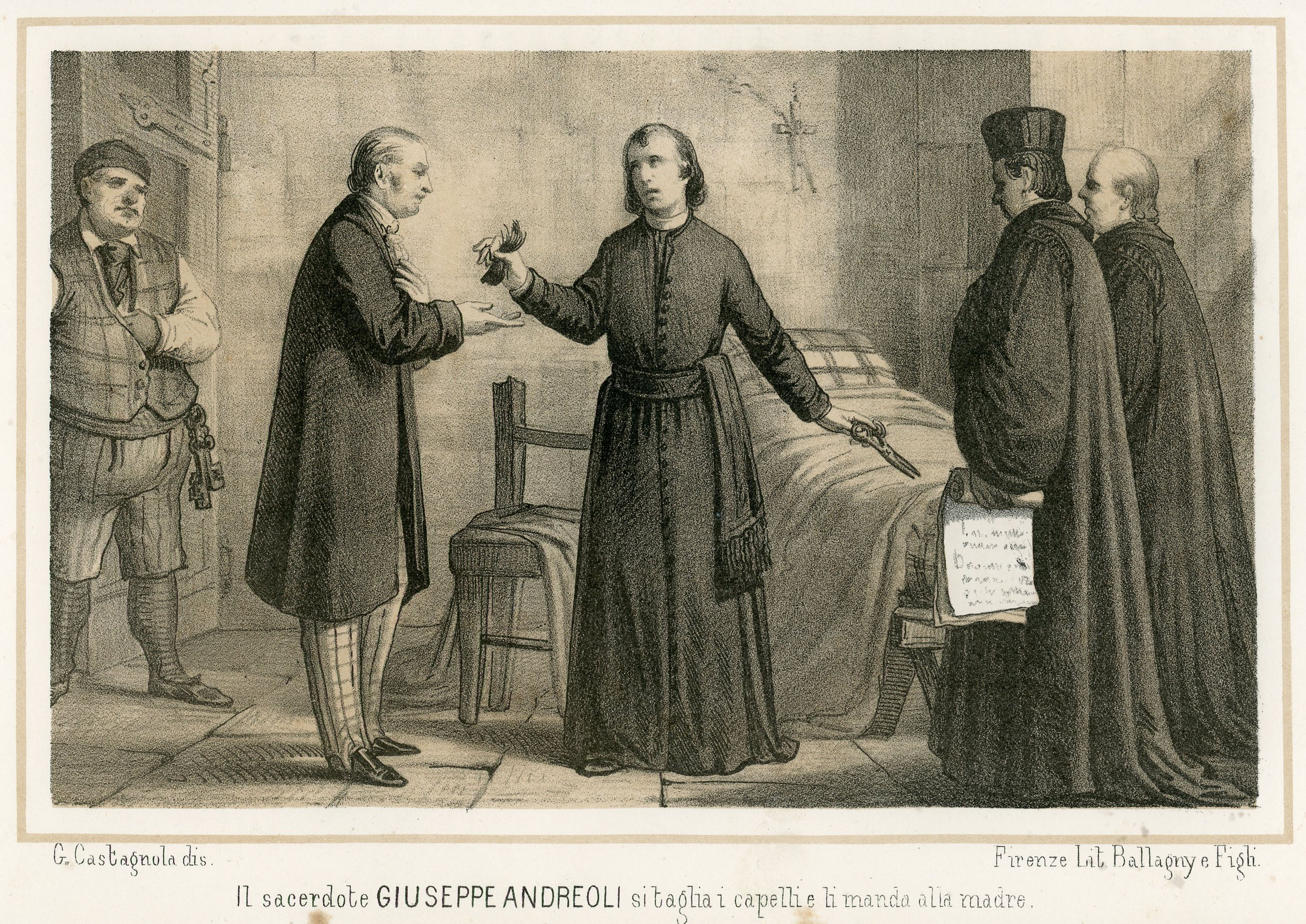
Il sacerdote Giuseppe Andreoli si taglia i capelli e li manda alla madre

Contro la pena capitale, evidentemente spropositata rispetto alle materiali colpe dell'imputato, intervenne inutilmente, fra gli altri, il vescovo di Reggio, recandosi di persona a Verona dove soggiornava in quei giorni il sovrano: ma Francesco IV, che firmò contemporaneamente la condanna a morte del prete e la grazia per un reo confesso di parricidio, fu sordo a ogni richiesta di clemenza, volendo dare ai sudditi una lezione esemplare, per il doppio e potenzialmente “pericoloso” ruolo di Andreoli, pastore di anime ed educatore di giovani.
Non solo: l'austro-estense volle anche umiliarlo, ordinando di ridurlo allo stato laicale. Cosa che il nuovo vescovo di Reggio, monsignor Angelo Ficarelli, si rifiutò di fare: ma non quello di Carpi, Filippo Cattani; così il giorno prima dell'esecuzione, il povero sacerdote – prim'ancora che arrivasse l'autorizzazione dal Vaticano – fu “spretato”.
Questo, dal punto di vista del duca e del papa, formalmente significò che fu giustiziato non un sacerdote, ma un ex-sacerdote.
Per mettere in atto la sua tremenda decisione, controfirmata l'11 ottobre, Francesco IV non badò a spese: fece venire apposta da Brescia una ghigliottina e relativo boia. L'esecuzione pubblica era fissata per le 12 del 17 ottobre 1822, davanti al “Sasso” di Rubiera.

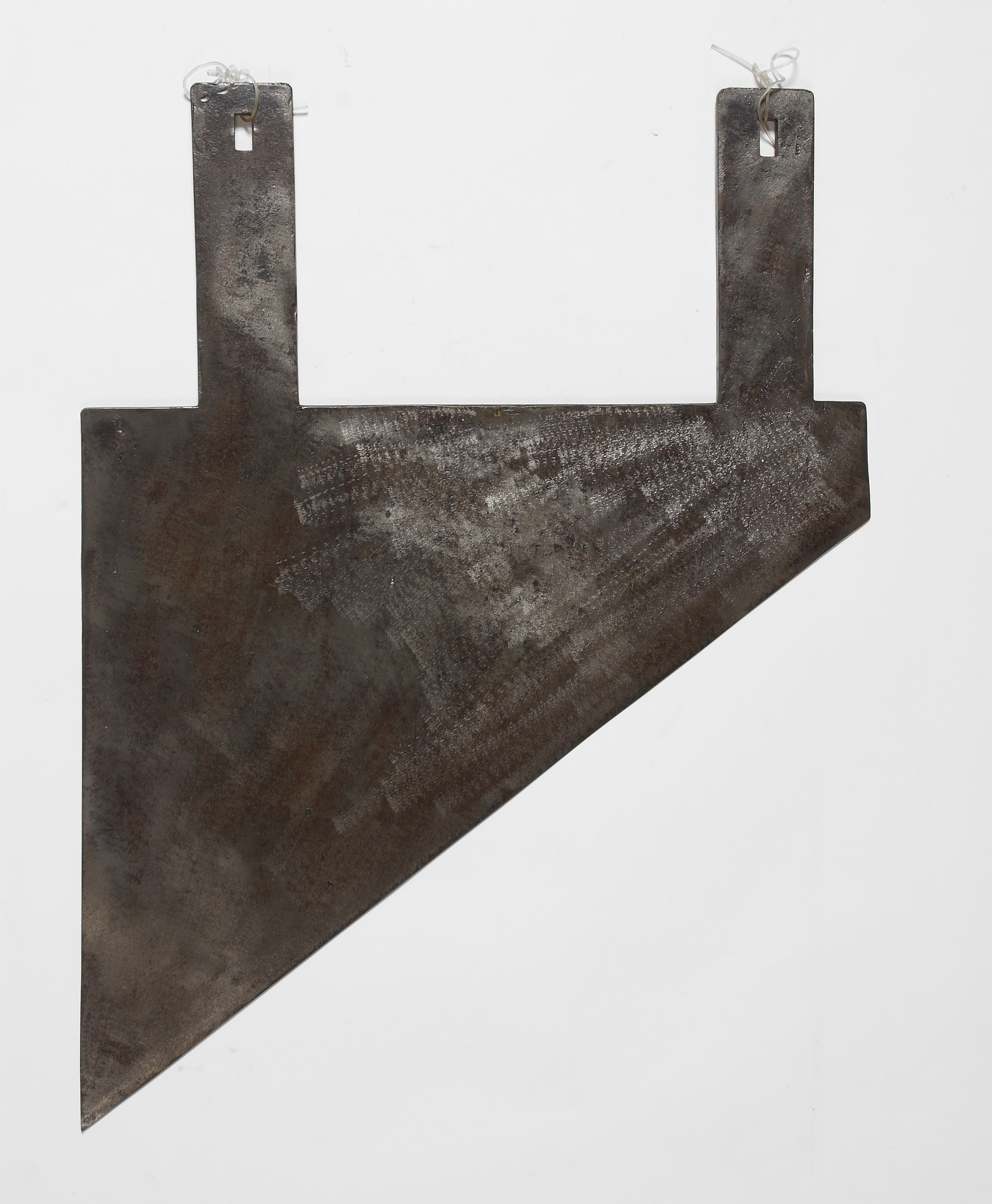
Manifattura modenese, Lama da ghigliottina, ferro, cm 52x40, 1800-1822

Anche su quando apprese della condanna, e su come reagì alla notizia, esistono versioni contrastanti, seppure risalenti all'epoca dei fatti in quanto rese da compagni di carcere o comunque da suoi contemporanei. Chi parla di atteggiamento sereno e impassibile, chi di un crollo nervoso per lo sconforto e l'incredulità (sarebbe svenuto, poi avrebbe trascorso l'ultima notte fra pianti e preghiere).
Stando alla tradizione, il condannato a morte si sarebbe tagliato i capelli da solo («per risparmiare la pena al carnefice») chiedendo di farne avere una ciocca alla madre; poi avrebbe donato ad altri carcerati i propri oggetti (tabacchiera, fazzoletto, libro) formalmente confiscati per sentenza, quindi si sarebbe avviato verso il patibolo. 
Ma il corteo sarebbe uscito in anticipo, così per rispettare l'orario fissato fu dato l'ordine di rientrare in cella: però don Andreoli avrebbe rifiutato, chiedendo di attendere seduto su un muretto, a pregare, sotto una fitta pioggia.
Sempre secondo alcune testimonianze, il povero sacerdote dopo aver prima rifiutato poi accettato la benda sugli occhi, sarebbe caduto in deliquio nel posizionarsi supino, tanto che la lama lo avrebbe colpito in malo modo, tagliandogli anche l'omero.
Quando il boia mostrò il capo reciso al popolo, improvvisamente il cielo, fino a quel momento plumbeo e piovoso, si sarebbe aperto e sarebbe tornato il sole.
Il corpo fu sepolto a Rubiera, in una chiesa sconsacrata, con i piedi rivolti a est e la testa mozzata fra le gambe. Nel 1887 fu riesumato e alcune ossa vennero restituite al suo paese natale, dove da quel giorno si trovano.
La lama usata, secondo la tradizione, per decapitare Andreoli, è conservata a Modena nel Museo civico del Risorgimento.

## Le idee
Scarsa è la documentazione sull'attività “politica” di Giuseppe Andreoli: ancor più di qualche incertezza biografica, resta insoluta per gli studiosi quale e quanta sia stata la parte del sacerdote emiliano nel movimento proto-risorgimentale.
Non esistono in pratica suoi documenti “ideologici” o programmatici - scritti o corrispondenza o anche solo appunti; al momento dell'arresto, improvviso, pare che gli sgherri ducali nulla avessero trovato di compromettente fra quanto gli sequestrarono; di difficile ricostruzione anche i contatti avuti prima e dopo l'adesione alla carboneria, cioè le persone che lo coinvolsero e quelle che poi lui coinvolse – giovani in particolare, secondo l'accusa.
Da quanto rimane del processo, il suo ruolo sembra abbastanza indefinito; d'altronde mancano documenti anche sul resto della sua breve esistenza, mentre sugli ultimi otto mesi – quelli che vanno dalla cattura alla decapitazione – autori contemporanei e persino compagni di lotta o di detenzione hanno scritto pagine di appassionato patriottismo, ma «contraddittorie nei fatti e nelle valutazioni».

## La memoria

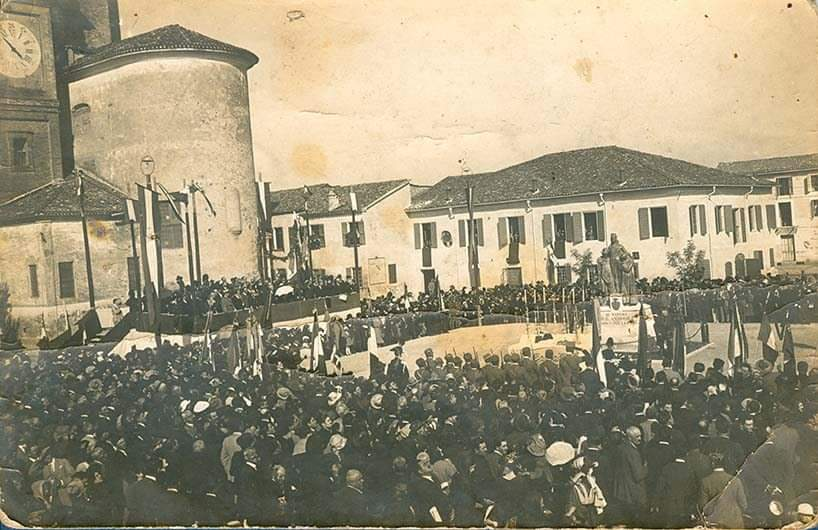
Inaugurazione del monumento ai caduti della prima guerra mondiale (San Possidonio, 1922)

Il ricordo di don Giuseppe Andreoli e del suo sacrificio, molto forte anche dopo la fine del Risorgimento e dell'Unità d'Italia, è mantenuto ancora vivo in vari modi nei luoghi dove trascorse la breve vita: il paese natale, San Possidonio, nel centenario dell'assassinio gli dedicò il monumento ai martiri della libertà che sorge nella piazza centrale, opera dello scultore Alfredo Gualdi, inaugurato appunto il 17 ottobre 1922. 
Da ancora prima, precisamente dal 1887, a Rubiera un monumento commemorativo ricorda ai posteri che qui il sacerdote fu detenuto e giustiziato: situato sotto il portico di Palazzo Sacrati, residenza municipale, il busto con dedica fu voluto da un comitato comprendente fra gli altri un medico rubierese che da ragazzo aveva assistito all'esecuzione, e il farmacista del paese che in quello stesso 1887 fu tra i fautori del ritrovamento del corpo di don Andreoli e della sua restituzione al paese natale; il monumento, collocato sulla sinistra del portone d'ingresso al Municipio, fu eseguito da Luigi Montanari: inaugurato nel 65° della decapitazione «alla presenza di numerosi parlamentari, politici, rappresentanti dello Stato ed una foltissima folla», è stato restaurato nell'autunno 2017.

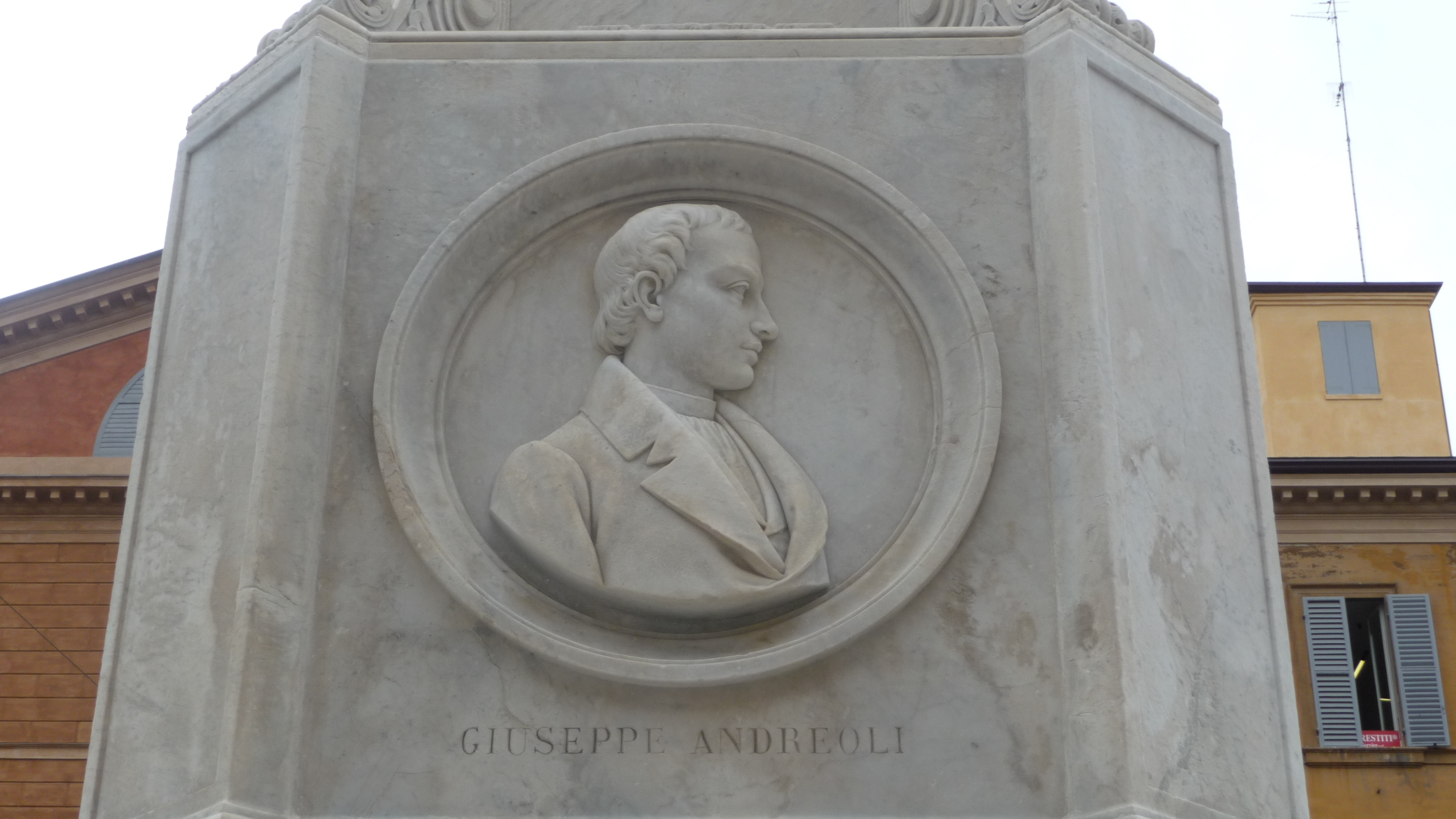
Cesare Sighinolfi, Monumento a Ciro Menotti, 1879, part. di Giuseppe Andreoli sul basamento

A Correggio, cittadina dove insegnava e viveva al momento dell'arresto, una scuola statale porta il suo nome: gli fu intitolata appena costruita, negli anni sessanta del Novecento, con la riforma che introdusse la “scuola media unificata” (oggi “secondaria di primo grado”); inoltre una lapide tuttora ricorda la camera nella quale alloggiava, e dove fu arrestato, all'interno del collegio degli Oblati (poi divenuto a fine Ottocento "Convitto Nazionale", intitolato a Rinaldo Corso e scorporato dal liceo classico, pur avendo entrambi conservato la stessa intitolazione). La lapide, inaugurata il 22 ottobre 1922, riporta queste parole, scritte dal deputato correggese Vittorio Cottafavi (1862-1925), nonno dell'omonimo regista: «La venerazione dei posteri / ricorda ai visitatori / che don Giuseppe Andreoli / decapitato in Rubiera il 17 ottobre 1822 / per la libertà d'Italia / abitò questa stanza / modesto educatore dei giovani in vita / eroico martire in morte»..
Porta il nome di don Giuseppe Andreoli («patriota») la piazzetta antistante l'ingresso del convitto correggese. Del resto sono innumerevoli, non solo in Emilia, gli edifici pubblici, le vie e piazze dedicati al sacerdote. 
A Modena poi, il monumento dedicato nel 1879 a Ciro Menotti, realizzato in marmo di Carrara da Cesare Sighinolfi e collocato proprio davanti all'ex-palazzo ducale (oggi Accademia Militare), riporta sul lato sinistro del basamento un'effigie in rilievo di Giuseppe Andreoli – ritratto a mezzo busto, di profilo, che guarda verso destra (ovest) – con la scritta « Scuola ai nepoti/le opere degli avi ».